# Женская сборная Индонезии по кабадди
Женская национальная сборная Индонезии по кабадди — представляет Индонезию на международных соревнованиях по кабадди. Управляющей организацией выступает Федерация кабадди Индонезии (англ. Indonesia Kabaddi Federation).

## Результаты выступлений

### Азиатские игры
| Год       | Победы         | Ничьи          | Поражения      | Место          |
| --------- | -------------- | -------------- | -------------- | -------------- |
| 2010—2014 | не участвовали | не участвовали | не участвовали | не участвовали |
| 2018      | 1              | 0              | 3              | 7              |